# تسابرفلد
تسابرفلد (به آلمانی: Zaberfeld) یک شهر در آلمان است که در هایلبرون واقع شده‌است. تسابرفلد ۳٬۹۶۱ نفر جمعیت دارد.

## نگارخانه